# Megušar
Megušar je priimek več znanih Slovencev:

## Znani nosilci priimka
- Franc Megušar (1876—1916), biolog, zoolog, speleobiolog
- Franc Megušar (1931—2017), agronom, mikrobiolog in živilski tehnolog, univ. profesor
- Janez Megušar (1933—2020), profesor na MIT, Boston, ZDA
- Maks Megušar (1910—1997), gradbenik
- Meta Megušar Bizjan (*1967), kostumografka, modna oblikovalka
- Milan Megušar - Borut (1917--2011), novinar
- Urban Megušar, glasbenik (čelist, skladatelj)